# تاکو یاشیرو
تاکو یاشیرو (انگلیسی: Taku Yashiro; ۶ ژانویهٔ ۱۹۹۳ – ) صداپیشه اهل ژاپن بود. وی از سال ۲۰۱۳ میلادی تاکنون مشغول فعالیت بوده‌است.